# De Kronieken van de Raven
De Kronieken van de Raven is de eerste trilogie van James Barclay over een groep zwaardvechters onder de naam De Raven.
De trilogie speelt zich af in fantasywereld Balaia bestaat uit drie boeken en is vertaald in het Nederlands:
- Dawnthief (1999) - Dauwdief (2005 vertaald)
- Noonshade (2000) - Dagschaduw (2006 vertaald)
- Nightchild (2001) - Nachtkind (2006 vertaald)

Na De Kronieken van de Raven schreef Barclay The Legends of the Raven. Ook in deze reeks staan De Raven centraal.